# Katrin Müller-Hohenstein

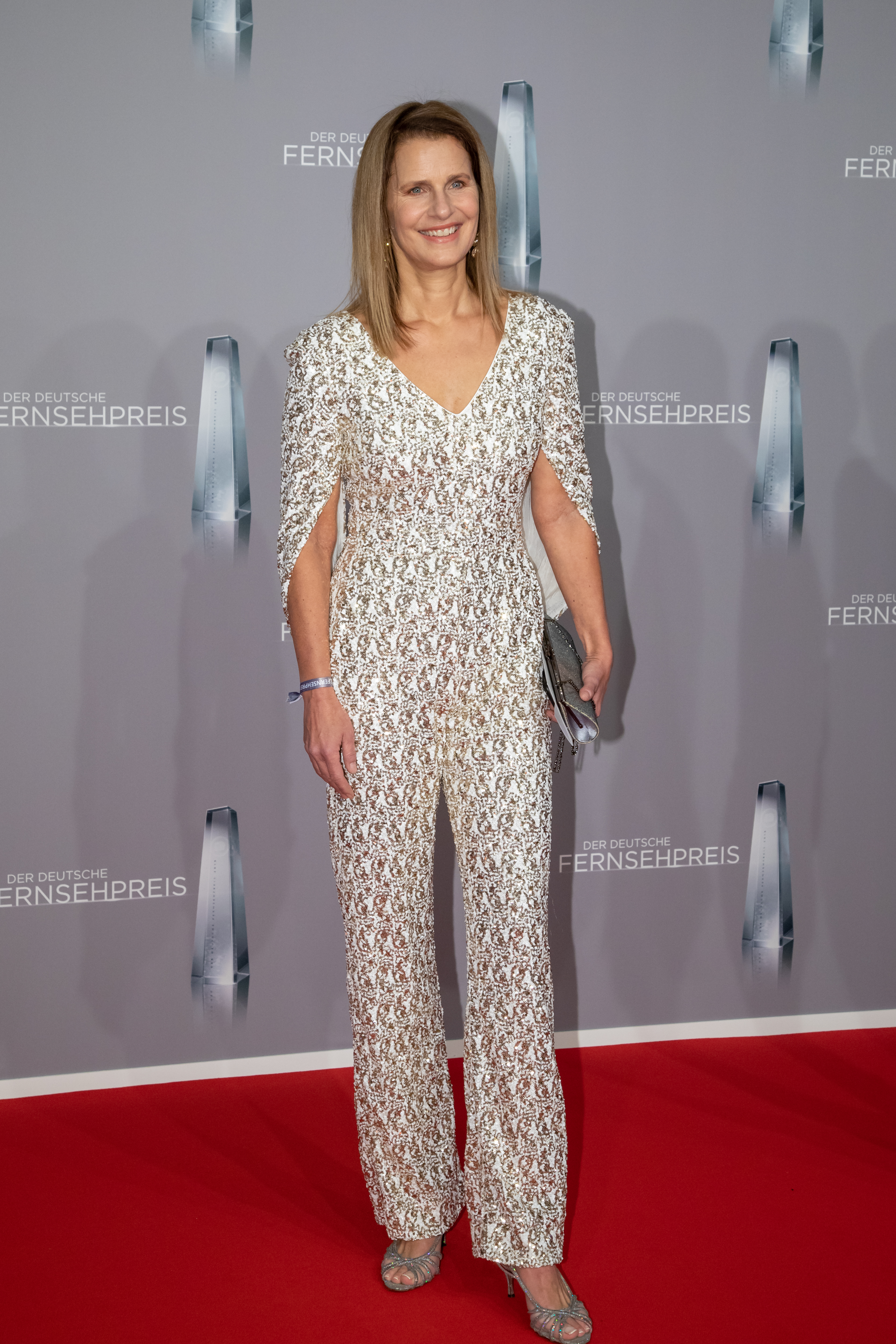
Katrin Müller-Hohenstein, 2019

Katrin Müller-Hohenstein (* 2. August 1965 in Erlangen), auch unter ihren Initialen KMH bekannt, ist eine deutsche Fernseh- und Radiomoderatorin. Seit 2006 moderiert sie im ZDF das aktuelle sportstudio sowie einige live übertragene Sportveranstaltungen.

## Leben

### Ausbildung
Nach dem Abitur am Emil-von-Behring-Gymnasium in Spardorf begann Katrin Müller-Hohenstein, Tochter des Biogeografen Klaus Müller-Hohenstein, ein Studium der Theaterwissenschaften an der Friedrich-Alexander-Universität in Erlangen, das sie aber zu Gunsten ihrer Medienkarriere nicht abschloss.

### Radio und Fernsehen
1988 begann sie, beim Lokalsender Radio Gong 97,1 in Nürnberg zu moderieren. Ab 1992 war sie für den privaten Münchner Radiosender Antenne Bayern als Moderatorin tätig (u. a. Nachmittagsmagazin Servus Bayern und Guten Morgen, Bayern). 2007 wechselte sie zum Bayerischen Rundfunk und moderierte bis September 2008 im Radioprogramm Bayern 1 die Sendung Bayern 1 am Vormittag.
Seit Januar 2006 arbeitet Müller-Hohenstein für das ZDF und moderiert dort seit dem 28. Januar 2006 als Nachfolgerin von Rudi Cerne das aktuelle sportstudio, damals noch im wöchentlichen Wechsel mit Michael Steinbrecher und Wolf-Dieter Poschmann. Mittlerweile sind ihre Kollegen Sven Voss und Jochen Breyer. 2008 wurde sie mit dem Bayerischen Sportpreis in der Kategorie Herausragende Präsentation des Sports geehrt.
Bei den Olympischen Sommerspielen 2008 in Peking war Müller-Hohenstein gemeinsam mit Johannes B. Kerner Studio-Moderatorin. Seit 2010 berichtet sie für das ZDF von sportlichen Großereignissen, angefangen mit den Olympischen Winterspielen 2010 in Vancouver.
Müller-Hohenstein war Studio-Moderatorin des ZDF bei der Fußball-Weltmeisterschaft 2010, als ihr Oliver Kahn als Fußballexperte zur Seite stand. Sie geriet kurzzeitig in sozialen Netzwerken im Internet in die Kritik, nachdem sie während der Berichterstattung über das erste Gruppenspiel der deutschen Nationalmannschaft im Zusammenhang mit einem Tor von Miroslav Klose gegenüber Kahn eine Redewendung benutzt hatte, die die Formulierung „innerer Reichsparteitag“ beinhaltete.  Dies zog eine Entschuldigung des übertragenden ZDF nach sich. Hugo Diederich, Mitglied des ZDF-Fernsehrats und Vize-Bundesvorsitzender der Vereinigung der Opfer des Stalinismus, erklärte in Bezug auf Müller-Hohensteins Äußerung: „Wir nehmen es nicht hin, wenn extremistische Terminologie von links oder rechts im öffentlich-rechtlichen Fernsehen verbreitet wird. Das widerspricht dem Staatsvertrag.“
Wenige Tage später geriet sie mit einem weiteren Lapsus in die Medien, als sie die Flagge Österreichs mit jener von Berlin verwechselte.
Bei der Fußball-Europameisterschaft 2012 moderierte sie gemeinsam mit Oliver Kahn aus Heringsdorf von der nahe an Polen gelegenen Insel Usedom aus.
Während der Olympischen Sommerspiele 2012 in London moderierte sie zusammen mit dem Experten Christian Keller im Aquatics Centre die Schwimmwettbewerbe. Bei den Olympischen Winterspielen 2014 in Sotschi war sie Studio-Moderatorin im Wechsel mit Rudi Cerne. Bei der Fußball-Weltmeisterschaft 2014 moderierte sie nicht mehr zusammen mit Oliver Kahn, der mittlerweile ein Duo mit Oliver Welke bildete, sondern berichtete aus dem Lager der deutschen Nationalmannschaft, dem Campo Bahia. Bei der Fußball-Europameisterschaft 2016 berichtete sie erneut gemeinsam mit Simon Rolfes aus dem Lager der deutschen Nationalmannschaft in Évian-les-Bains am Genfersee. Bei den Olympischen Sommerspielen 2016 in Rio de Janeiro agierte sie wieder als Studio-Moderatorin im Wechsel mit Rudi Cerne. Beim FIFA-Konföderationen-Pokal 2017 berichtete sie erneut aus dem Lager der deutschen Nationalmannschaft. Bei den Olympischen Winterspielen 2018 in Pyeongchang war sie abermals Studio-Moderatorin im Wechsel mit Rudi Cerne. Bei der Fußball-Weltmeisterschaft 2018 berichtete sie erneut aus dem Lager der deutschen Nationalmannschaft in Watutinki. Bei der Fußball-Weltmeisterschaft der Frauen 2019 berichtete sie wieder aus dem Lager der deutschen Nationalmannschaft.
2021 nahm sie als „Schwein“ an der vierten Staffel der ProSieben-Sendung The Masked Singer teil und schied in der ersten Folge als Zehnte von zehn Plätzen aus.
Bei der Fußball-Europameisterschaft 2021 übernahm Müller-Hohenstein nach längerer Pause erstmals wieder im Wechsel mit Jochen Breyer die Studiomoderation. Bei den Olympischen Sommerspielen in Tokio war sie erneut als Studio-Moderatorin im Wechsel mit Rudi Cerne im Einsatz. Auch bei den Olympischen Winterspielen 2022 moderierte sie im Wechsel mit Rudi Cerne aus dem Studio. Bei der Fußball-Weltmeisterschaft 2022 führte sie erneut im Wechsel mit Jochen Breyer durch die Studiomoderationen, ebenso bei der Fußball-Europameisterschaft 2024 sowie den Olympischen Sommerspielen 2024 in Paris.
Im August 2021 wurde bekannt, dass Müller-Hohenstein neben ihrer Arbeit für das ZDF wieder für den Hörfunk tätig wird. Auf Antenne Bayern präsentierte sie ab 5. September 2021 bis Dezember 2024 den wöchentlichen Talk Antenne Bayern Sonntagsfrühstück.
Am 21. September 2024 moderierte Müller-Hohenstein Das Aktuelle Sportstudio zum 250. mal. Ihr Studiogast war Rudi Völler.

### Sonstiges Engagement
- Müller-Hohenstein ist Mitglied der Deutschen Akademie für Fußball-Kultur[17] und Moderatorin der Preisgala des Deutschen Fußball-Kulturpreises. Seit 2010 unterstützt sie als Jurymitglied die Wahl zum Fußballspruch des Jahres.[18]
- Müller-Hohenstein ist im bundesweiten Aktionsbündnis „Schule ohne Rassismus – Schule mit Courage“ Patin des in ihrer Heimatstadt Erlangen ansässigen Christian-Ernst-Gymnasium

### Privates
Mit dem Radio-Moderator Stefan Parrisius war sie von 1996 bis 2007 verheiratet. Der gemeinsame Sohn wurde 1995 geboren. Müller-Hohenstein ist Anhängerin des 1. FC Nürnberg und Mitglied des FC Bayern München. Sie ist Trägerin des braunen Judo-Gürtels und spielte in ihrer Jugend zehn Jahre lang Gitarre. Ihre Hobbys sind Tennisspielen, Schwimmen und ihr Hund Lotte.

### Trivia
Zu einem Weihnachtsfest hat Müller-Hohenstein ihren Eltern eine öffentliche Parkbank im Englischen Garten in München „geschenkt“. Mit einer Spende von 200 Euro an die Schlösser- und Seenverwaltung wurde die Parkbank restauriert und trägt seither die Plakette mit den Kosenamen der Eltern „Mauseschwanz und Minou“.

## Moderationen

### Fernsehen
Fortlaufend
- seit 2006: das aktuelle sportstudio, ZDF
- seit 2009: Fußball-Länderspiele, ZDF

Ehemalige Ereignisse
- 2007–2022: Sportler des Jahres, ZDF
- 2008: Olympische Sommerspiele 2008, ZDF
- 2010: Olympische Winterspiele 2010, ZDF
- 2010: Fußball-Weltmeisterschaft 2010, ZDF
- 2012: Fußball-Europameisterschaft 2012, ZDF
- 2012: Olympische Sommerspiele 2012, ZDF
- 2013: Bayerischer Fernsehpreis, ZDF
- 2014: Olympische Winterspiele 2014, ZDF
- 2014: Fußball-Weltmeisterschaft 2014, ZDF
- 2016: Fußball-Europameisterschaft 2016, ZDF
- 2016: Olympische Sommerspiele 2016, ZDF
- 2018: Olympische Winterspiele 2018, ZDF
- 2018: Fußball-Weltmeisterschaft 2018, ZDF
- 2021: Fußball-Europameisterschaft 2021, ZDF
- 2021: Olympische Sommerspiele 2020, ZDF
- 2022: Olympische Winterspiele 2022, ZDF
- 2022–2023: Blauer Panther – TV & Streaming Award, BR Fernsehen/3sat
- 2022: Fußball-Weltmeisterschaft 2022, ZDF
- 2023: Handball-Weltmeisterschaft 2023, ZDF
- 2024: Fußball-Europameisterschaft 2024, ZDF
- 2024: Olympische Sommerspiele 2024, ZDF

### Radio
- 1988–1992: Radio Gong 97,1
- 1992–2007: Antenne Bayern
- 2007–2008: Bayern 1
- 2021–2024: Antenne Bayern

## Ehrungen
- 2012 wurde Müller-Hohenstein mit der Goldenen Kamera in der Kategorie Beste Information (Sport) geehrt.
- 2022 wurde sie mit dem Bayerischen Verdienstorden geehrt.[23]